# 332 Pułk Pograniczny NKWD
332 Pułk Pograniczny NKWD – jeden z pułków pogranicznych w składzie wojsk NKWD.
Rozkazem bojowym nr 0016 sztabu 64 DS WW NKWD z 16 maja 1945 otrzymał zadanie pozostania w dotychczasowych miejscach dyslokacji oraz obsługi operacyjnej województwa gdańskiego. Podlegał operacyjnie pułkownikowi Sienieczkinowi.